# María Elena Gómez Castro
María Elena Gómez Castro (Zaragoza, 10 de septiembre de 1969) es una diplomática española. 

## Carrera diplomática
Nació en Zaragoza. Tras licenciarse en Derecho en la Universidad de Salamanca, ingresó en la Escuela Diplomática (1997). Completó su formación académica años más tarde con un diploma en Altos Estudios de la Defensa Nacional y un Curso de Liderazgo en la Gestión Pública del IESE Business School (Universidad de Navarra), 
Ha estado destinado en las Representaciones Permanentes de España en Costa de Marfil, República Democrática del Congo, Unión Europea (2004-08) y Alianza Atlántica (2016-17).
Además de trabajar como experta nacional destaca en la DGE VIII Cuestiones de Defensa, de la Secretaría General del Consejo de la Unión Europea (2006-2008), fue Asesora para Asuntos Internacionales de la ministra de Defensa (2008-11) y directora general de Política de Defensa en el Ministerio de Defensa (2017); y en el Ministerio de Asuntos Exteriores, Unión Europea y Cooperación - MAEUEC (Madrid) fue Subdirectora general de Seguridad (2011-16).
Fue Embajadora Representante Permanente de España ante el Comité Político y de Seguridad de la Unión Europea, en Bruselas, (2021-2024).